# 肖竹芋
肖竹芋（学名：Calathea ornata）为竹芋科肖竹芋属下的一个种。